# Kanton Messei
Der Kanton Messei war von 1790 bis 2015 ein französischer Wahlkreis im Arrondissement Argentan, im Département Orne und in der Region Basse-Normandie; sein Hauptort war Messei. Der Kanton war 135,37 km² groß und hatte (1999) 7.316 Einwohner, was einer Bevölkerungsdichte von 54 Einwohnern pro km² entsprach. Er lag im Mittel auf 225 Meter über dem Meeresspiegel, zwischen 172 m in Dompierre und 345 m in La Coulonche.

## Gemeinden
Der Kanton bestand aus zehn Gemeinden:
| Gemeinde               | Einwohner Jahr | Fläche km² | Bevölkerungsdichte | Code INSEE | Postleitzahl |
| ---------------------- | -------------- | ---------- | ------------------ | ---------- | ------------ |
| Banvou                 | 657 (2013)     | –          | – Einw./km²        | 61024      | 61450        |
| Bellou-en-Houlme       | 1.120 (2013)   | –          | – Einw./km²        | 61040      | 61220        |
| Le Châtellier          | 425 (2013)     | –          | – Einw./km²        | 61102      | 61450        |
| La Coulonche           | 517 (2013)     | –          | – Einw./km²        | 61124      | 61220        |
| Dompierre              | 386 (2013)     | –          | – Einw./km²        | 61146      | 61700        |
| Échalou                | 372 (2013)     | –          | – Einw./km²        | 61149      | 61440        |
| La Ferrière-aux-Étangs | 1.495 (2013)   | –          | – Einw./km²        | 61163      | 61450        |
| Messei                 | 1.943 (2013)   | –          | – Einw./km²        | 61278      | 61440        |
| Saint-André-de-Messei  | 551 (2013)     | –          | – Einw./km²        | 61362      | 61440        |
| Saires-la-Verrerie     | 276 (2013)     | –          | – Einw./km²        | 61459      | 61220        |

## Bevölkerungsentwicklung
| 1962 | 1968 | 1975 | 1982 | 1990 | 1999 | 2006 |
| ---- | ---- | ---- | ---- | ---- | ---- | ---- |
| 5861 | 6355 | 6314 | 7258 | 7336 | 7316 | 7514 |